# Rangen
Rangen ist eine französische Gemeinde mit 195 Einwohnern (Stand 1. Januar 2021) im Département Bas-Rhin in der Region Grand Est (bis 2015 Elsass). Die Gemeinde gehört der Communauté de communes de la Mossig et du Vignoble an.
Nachbargemeinden von Rangen sind Zeinheim im Nordosten, Willgottheim im Osten, Hohengœft im Süden, Zehnacker im Westen sowie Knœrsheim im Nordwesten.

## Geschichte
Rangen gehörte dem 1992 gegründeten Gemeindeverband Communauté de communes des Coteaux de la Mossig an, der 2017 in der Communauté de communes de la Mossig et du Vignoble aufging. Am 1. Januar 2015 wechselte die Gemeinde vom Arrondissement Saverne zum Arrondissement Molsheim und zum selben Zeitpunkt vom Kanton Marmoutier zum Kanton Saverne.

## Bevölkerungsentwicklung
| Jahr      | 1962 | 1968 | 1975 | 1982 | 1990 | 1999 | 2007 | 2019 |
| Einwohner | 140  | 148  | 141  | 164  | 149  | 143  | 157  | 183  |